# Трострука круна глуме
Трострука круна глуме израз је који се користи у америчкој индустрији забаве за глумце и глумице који су током своје каријере успели да освоје награде Оскар, Еми и Тони у глумачким категоријама. Ове три награде представљају највиша достигнућа у области америчког филма, телевизије и позоришта. До данашњег дана, само 24 особе (15 жена и 9 мушкараца) успеле су да остваре ово достигнуће.
Дана 5. фебруара 1953, Хелен Хејз је освојила Награду Ејми и тиме постала прва којој је ово пошло за руком. Непуна два месеца касније, Томас Мичел је својој колекцији додао и Награду Тони, чиме је постао први мушкарац са Троструком круном. Хејз и Рита Морено су једине добитнице Троструке круне које су поред тога успеле да освоје и Награду Греми. Дама Меги Смит је, са два Оскара, четири Емија и једним Тонијем, тренутна рекордерка по броју освојених награда у категорији Троструке круне.
Освајачи Троструке круне који су тренутно живи су: Рита Морено, Џереми Ајронс, Ванеса Редгрејв, Меги Смит, Хелен Мирен, Џефри Раш, Ал Паћино, Франсес Макдорманд, Џесика Ланг, Елен Берстин, Гленда Џексон и Вајола Дејвис.
У британској индустрији забаве исти израз се користи за глумце и глумице који су освојили Филмску награду БАФТА, Телевизијску награду БАФТА и награду Лоренс Оливије (за позориште). Убедљива рекордерка по броју освојених британских Троструких круна је Џуди Денч, којој недостаје само Еми, како би комплетирала и америчку.

## Преглед добитника
- Године наведене у колонама Оскар, Еми и Тони су године у којима су глумци по први пут освојили те награде
- За награде Еми и Томи, то је година церемоније, а за Оскара, година када је филм премијерно приказан.
- У колони укупно награда урачунате су само награде Оскар, Еми и Тони.

| Глумац             | Година стицања | Трајање у годинама | Оскар | Еми  | Тони | Укупно награда | Реф.   |
| ------------------ | -------------- | ------------------ | ----- | ---- | ---- | -------------- | ------ |
| Хелен Хејз         | 1953           | 21                 | 1932  | 1953 | 1947 | 5              | [ 1 ]  |
| Томас Мичел        | 1953           | 13                 | 1939  | 1953 | 1953 | 3              | [ 2 ]  |
| Ингрид Бергман     | 1960           | 15                 | 1944  | 1960 | 1947 | 6              | [ 1 ]  |
| Ширли Бут          | 1962           | 13                 | 1952  | 1962 | 1949 | 6              | [ 1 ]  |
| Мелвин Даглас      | 1968           | 8                  | 1963  | 1968 | 1960 | 4              | [ 1 ]  |
| Пол Скофилд        | 1969           | 7                  | 1966  | 1969 | 1962 | 3              | [ 1 ]  |
| Џек Албертсон      | 1975           | 10                 | 1968  | 1975 | 1965 | 4              | [ 1 ]  |
| Рита Морено        | 1977           | 15                 | 1961  | 1977 | 1975 | 4              | [ 1 ]  |
| Морин Стејплтон    | 1981           | 31                 | 1981  | 1968 | 1951 | 4              | [ 1 ]  |
| Џејсон Робардс     | 1988           | 29                 | 1976  | 1988 | 1959 | 4              | [ 1 ]  |
| Џесика Танди       | 1989           | 42                 | 1989  | 1988 | 1948 | 5              | [ 3 ]  |
| Џереми Ајронс      | 1997           | 13                 | 1990  | 1997 | 1984 | 4              | [ 4 ]  |
| Ен Банкрофт        | 1999           | 41                 | 1962  | 1999 | 1958 | 4              | [ 5 ]  |
| Ванеса Редгрејв    | 2003           | 25                 | 1977  | 1981 | 2003 | 4              | [ 6 ]  |
| Меги Смит          | 2003           | 33                 | 1969  | 2003 | 1990 | 7              | [ 7 ]  |
| Ал Паћино          | 2004           | 35                 | 1992  | 2004 | 1969 | 5              | [ 8 ]  |
| Џефри Раш          | 2009           | 12                 | 1996  | 2005 | 2009 | 3              | [ 9 ]  |
| Елен Берстин       | 2009           | 34                 | 1974  | 2009 | 1975 | 4              | [ 10 ] |
| Кристофер Пламер   | 2011           | 38                 | 2011  | 1977 | 1974 | 5              | [ 11 ] |
| Хелен Мирен        | 2015           | 19                 | 2006  | 1996 | 2015 | 6              | [ 12 ] |
| Франсес Макдорманд | 2015           | 18                 | 1996  | 2015 | 2011 | 5              | [ 13 ] |
| Џесика Ланг        | 2016           | 33                 | 1982  | 2009 | 2016 | 6              | [ 14 ] |
| Вајола Дејвис      | 2016           | 16                 | 2016  | 2015 | 2001 | 4              | [ 15 ] |
| Гленда Џексон      | 2018           | 47                 | 1970  | 1972 | 2018 | 6              | [ 16 ] |